# Christian Vander
Christian Vanderschueren, mer känd som Christian Vander, född den 21 februari 1948 i Nogent-sur-Marne är en fransk trumslagare, pianist, sångare och kompositör främst känd som en av grundarna av Magma. Han var adoptivson till Maurice Vander och bror till Laurent Vander.